# Facing

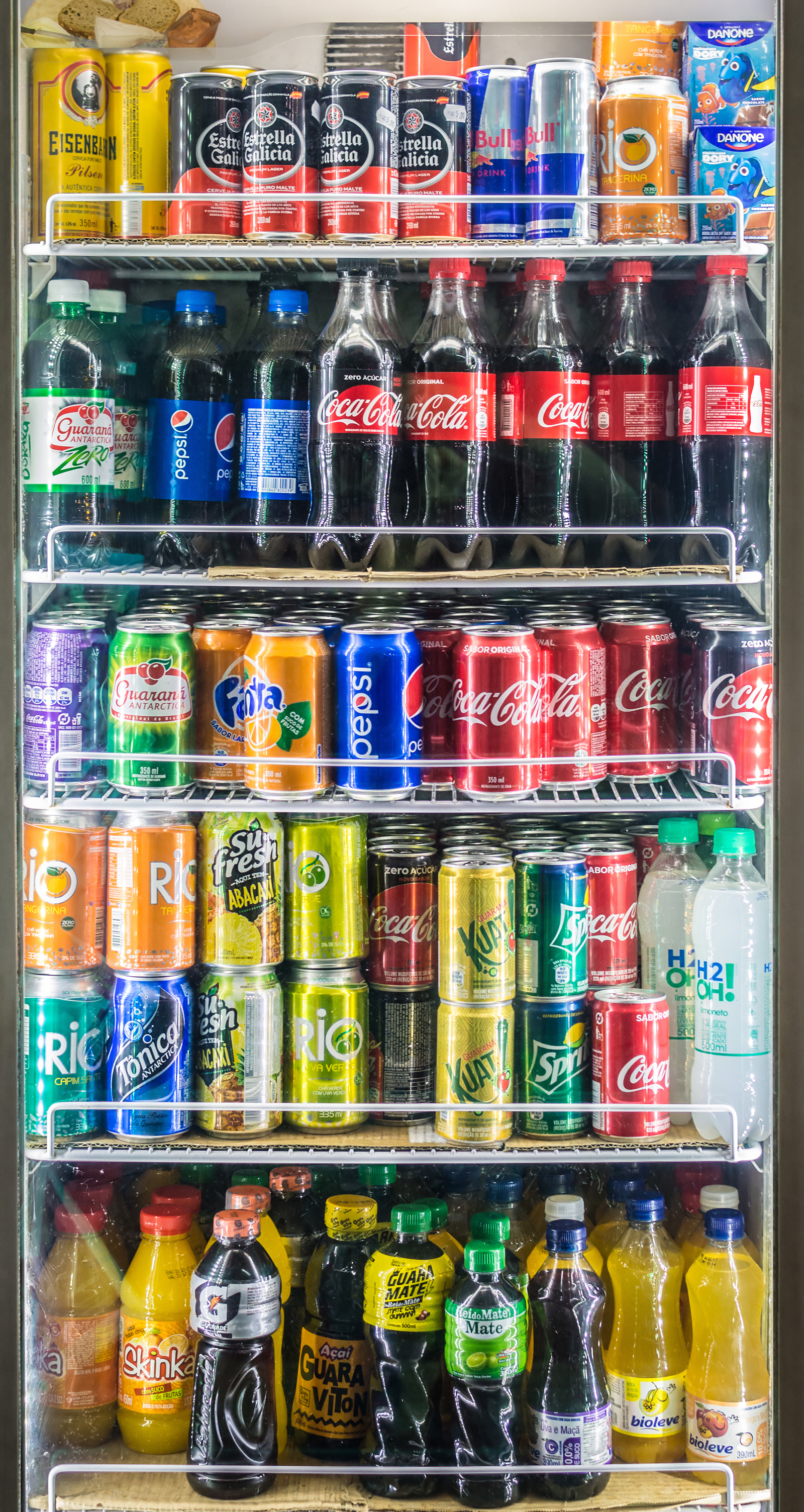
Boissons gazeuses en vente en Australie : elles ne bénéficient pas toutes de la même frontale.

Le facing (anglicisme signifiant « façade »), la frontale, le frontal ou encore l’enfaçage est employé en merchandising pour indiquer combien d'articles (sous la même forme de conditionnement-présentation) sont visibles simultanément par un chaland passant devant un linéaire en libre-service.
L'anglicisme correspond également à l'anglais « facing », qui désigne le bon rangement des articles pour donner une impression d'ordre dans le magasin.

## Enjeu de la frontale (facing)
En libre-service, l'article étant censé se vendre seul, une frontale élevée accordé à un article améliore sa visibilité par le consommateur potentiel.
- Produits de marque : ils sont spontanément fortement demandés, le consommateur doit pouvoir les retrouver sans être contrarié.
- Produits faisant l'objet d'une campagne de publicité en cours : ces produits censés bénéficier d'une pré-vente favorable (par ex : « Vu à la télé » ou figurant sur le tract distribué par le magasin) doivent également être facilement repérables.
- Produits en lancement : qu'ils fassent ou non l'objet d'une campagne publicitaire, l'octroi d'un facing élevé permet de « donner une chance supplémentaire » au produit débutant.

## Mesure de la frontale (facing)
La frontale se mesure en nombre de produits visibles simultanément. Ainsi 50 articles implantés en linéaire sur 5 rangées (en largeur) de 10 articles chacun (en profondeur), est doté d'une présentation frontale de 5 enfaçages.
L'appréciation de la valeur du facing doit être conduite de manière relative, c'est-à-dire en comparaison avec les autres produits de la même marque et avec les produits de la concurrence.
L'appréciation du facing doit également tenir compte de la position de l'article (en hauteur) dans le linéaire :
- Position basse : articles censés être des « premiers prix ».
- Position médiane : articles à forte rotation, à portée directe de la « main » du consommateur.
- Position haute : articles plus sophistiqués, présentés aux « yeux du consommateur » de manière à le tenter et le faire sortir de ses habitudes d'achat.

## Détermination des frontales (facings)
Elle est normalement l'apanage des responsables merchandising et en particulier des merchandiseurs de l'enseigne, car l'intervention incessante des vendeurs des différentes marques peut produire des réaménagements anarchiques en linéaire.